# Liste der Resolutionen des UN-Sicherheitsrates (1981)
Diese Liste der Resolutionen des UN-Sicherheitsrates nennt die 15 vom Sicherheitsrat der Vereinten Nationen im Jahr 1981 verabschiedeten Resolutionen.
| Nummer | Beschluss vom | Gegenstand                                                                 | Mission |
| ------ | ------------- | -------------------------------------------------------------------------- | ------- |
| 485    | 22. Mai       | Israel – Arabische Republik Syrien                                         |         |
| 486    | 4. Juni       | Zypern                                                                     |         |
| 487    | 19. Juni      | Irak – Israel                                                              |         |
| 488    | 19. Juni      | Israel – Libanon                                                           |         |
| 489    | 8. August     | Neues Mitglied des UN-Sicherheitsrates Vanuatu                             |         |
| 490    | 21. Juli      | Libanon                                                                    |         |
| 491    | 23. September | Neues Mitglied des UN-Sicherheitsrates Belize                              |         |
| 492    | 10. November  | Neues Mitglied des UN-Sicherheitsrates Antigua und Barbuda                 |         |
| 493    | 23. November  | Israel – Arabische Republik Syrien                                         |         |
| 494    | 11. Dezember  | Ernennung des Generalsekretärs, erste Amtszeit von Javier Pérez de Cuéllar |         |
| 495    | 14. Dezember  | Zypern                                                                     |         |
| 496    | 15. Dezember  | Seychellen                                                                 |         |
| 497    | 17. Dezember  | Israel – Arabische Republik Syrien                                         |         |
| 498    | 18. Dezember  | Israel – Libanon                                                           |         |
| 499    | 21. Dezember  | Internationaler Gerichtshof                                                |         |